# Melogale everetti
Melogale everetti (харсун еверетів) — вид хижих ссавців з родини Мустелові (Mustelidae). 

## Поширення
Країна поширення: Індонезія, Малайзія. Ендемік острова Борнео. Цей вид вважається гірським, він зустрічається на висотах від 900 до 3700 м. 

## Поведінка
Веде нічний спосіб життя. В основному м'ясоїдний, поживою для нього є дощові хробаки, ящірки, гризуни, равлики, жаби, а іноді і трупи дрібних птахів і ссавців, яйця, а також фрукти. Живе в наявних норах та отворах, а не риє нові. 